# Erna Siikavirta
Erna Siikavirta (ur. 8 października 1977 w Espoo) – fińska pianistka i klawiszowiec. Grała w zepole Lordi od 1996 do 2005 roku. Odeszła na życzenie pozostałych członków zespołu. Jako muzyk sesyjny pracowała z zespołem Grain oraz uczestniczyła w pierwszej trasie Children of Bodom, z którego członkami jest zaprzyjaźniona. Zastąpiła kolegę, który w tamtym czasie zdawał egzaminy. W latach 2006–2008 grała zespole Deathlike Silence.

## Dyskografia
- Ancient Ceremony – Fallen Angel's Symphony (1999, Cacophonous Records)[6]
- Lordi – Get Heavy (2002, BMG Finland)[7]
- Lordi – The Monsterican Dream (2004, BMG Finland)[8]
- Deathlike Silence – Vigor Mortis (2007, Dethrone Music)[9]
- Deathlike Silence – Saturday Night Evil (2009, Spinefarm Records, gościnnie)[10]